# Charles Curtis
Charles Curtis (Topeka, 25 gennaio 1860 – Washington, 8 febbraio 1936) è stato un politico statunitense.
Membro del Partito Repubblicano, fu vicepresidente sotto la presidenza di Herbert Hoover dal 1929 al 1933. Già senatore del Kansas al momento dell'incarico vice presidente, fu l'unico nativo americano a ricoprire quel ruolo.